# Newtownards
Newtownards (iriska: Baile Nua na hArda) är en stad i det nordirländska distriktet Ards and North Down, där den även är av de två huvudorter. Staden ligger i det traditionella grevskapet Down och på Ardshalvön. Staden har 27 821 invånare.
Över byn står det omkring 30 meter höga Scrabotornet som är placerat på en 150 meter hög lavaplattform.

## Personligheter
- Blair Mayne, veteran från andra världskriget.